# Estación de Porto Ladário
La Estación Ferroviaria de Porto Ladário fue una construcción destinada a embarque o desembarque de pasajeros de trenes y, en segundo término, a la carga y descarga de carga transportada. Usualmente consistía en un edificio para pasajeros (y posiblemente para cargas también), además de otras instalaciones asociadas al funcionamiento del ferrocarril. 

## Historia
La Estación Ferroviaria de Porto Ladário forma parte de la línea Y. F. Itapura-Corumbá, que fue abierta a partir de 1912. A pesar de esto, por dificultades técnicas y financieras, había cerca de 200 km de raíles pendientes de ser finalizados (tramos Jupiá-Agua Clara y Pedro Celestino-Porto Esperanza), hecho que ocurrió en octubre de 1914. En 1917 el ferrocarril es fundido en el tramo del Ferrocarril Noroeste de Brasil (NOB), que era el tramo paulista Bauru-Itapura.
Después de 46 años a pleno funcionamiento 40 años después de llegar a Puerto Esperanza, los ferrocarriles del Noroeste llegan a Corumbá, en la Frontera con la Bolivia, en 1952. La estación de Puerto Ladário es el punto final del ramal que alcanza el municipio-clave de Ladário. En Corumbá la estación esta a cerca de 2 km del río, considerando que está distante para atender la circulación y el ferrocarril desde allí. El ramal de Puerto Ladário suma en total 6 kilómetros y también sirve a la Fábrica de Cementos Itaú, situada próxima al límite con Ladário y también está al lado de la Base Fluvial de Ladário de la marina de Brasil. En 1975 la línea es incorporada como una subdivisión de la RFFSA y en 1984 (así como en los años 80 por completo) la estación seguía operando con gran movimiento. 
Los trenes de pasajeros del Noroeste a Puerto Ladário fueron suprimidos, siendo finalmente privatizada a partir de 1992 y entregada en concesión a la Novoeste definitivamente en 1996. En 2006 la línea es adquirida por la ALL.